# Microcara dispar
Microcara dispar é uma espécie de insetos coleópteros polífagos pertencente à família Scirtidae.
A autoridade científica da espécie é Seidlitz, tendo sido descrita no ano de 1872.
Trata-se de uma espécie presente no território português.